# Під двома прапорами (фільм)
Під двома прапорами (англ. Under Two Flags) — американська пригодницька мелодрама режисера Френка Ллойда 1936 року.

## Синопсис
Віктор узяв на себе провину за злочин свого молодшого брата і приєднується до Французького Іноземного Легіону, щоб уникнути його минуле, він бере з собою свого камердинера, Рейка. Його командир безжалісний майор Дойл, який стає ревнивим, коли Сігрітт, співачка з кафе, встановлює свій погляд на Вікторі. Він, однак, більше зацікавлений у вишуканій англійці, леді Венетті. Згодом майор відправляє Віктора в суїцидальну місію, щоб позбутися свого суперника.

## У ролях
- Рональд Колман — сержант Віктор
- Клодетт Колбер — Сіґрітт
- Віктор Маклаґлен — майор Дойл
- Розалінд Расселл — леді Венетті Каннінгем
- Грегорі Ратофф — Іван
- Найджел Брюс — капітан Мензіс
- К. Генрі Ґордон — лейтенант Петейн
- Герберт Мандін — Рейк
- Джон Керредін — «Таракан»
- Ламсден Гейр — лорд Сераф
- Дж. Едвард Бромберг — полковник Ферол
- Онслоу Стівенс — Сіді-Бен Юззіфф
- Фріц Лейбер — французький губернатор
- Томас Бек — П'єр
- Вільям Річчарді — батько Сіґрітт